# 海伦娜·巴列奥略
海伦娜·巴列奥略（希臘語：Ελένη Παλαιολογίνα，1431年—1473年11月7日），拜占庭公主、塞尔维亚专制君主妃。

## 生平
海伦娜是摩里亚专制君主托马斯·巴列奥略的长女。她于1446年嫁给塞尔维亚专制君主杜拉德·布兰科维奇之子拉扎尔·布兰科维奇为妻。拉扎尔于1456年继其父之位成为塞尔维亚专制君主，她也成为了专制君主妃。1458年拉扎尔去世后，她与拉扎尔之兄斯特凡成为了塞尔维亚事实上的共治者。
1459年，奥斯曼帝国攻陷塞尔维亚，海伦娜开始流亡生活。她最终在希腊莱夫卡斯岛定居下来，改信天主教，成为了一名修女，并取教名希波莫尼（Хипомона, υπομονή，意为“忍耐”）。1473年，她在莱夫卡斯去世。

## 子女
海伦娜与拉扎尔·布兰科维奇育有三女：
- 叶连娜·布兰科维奇（Jelena Branković），嫁给波斯尼亚国王斯特凡·托马舍维奇
- 米利卡·布兰科维奇（Milica Branković），嫁给伊庇鲁斯专制君主莱奥纳多三世·托考
- 耶里娜·布兰科维奇（Jerina Branković），嫁给阿尔巴尼亚民族英雄斯坎德培之子乔治·卡斯特里奥蒂二世